# آزانگا
آزانگا (به صربی: Azanja) یک روستا در صربستان است. آزانگا ۴٬۰۱۴ نفر جمعیت دارد.